# イーゾラ・ディ・カーポ・リッツート
イーゾラ・ディ・カーポ・リッツート（イタリア語: Isola di Capo Rizzuto）は、イタリア共和国カラブリア州クロトーネ県にある、人口約18,000人の基礎自治体（コムーネ）。

## 地理

### 位置・広がり

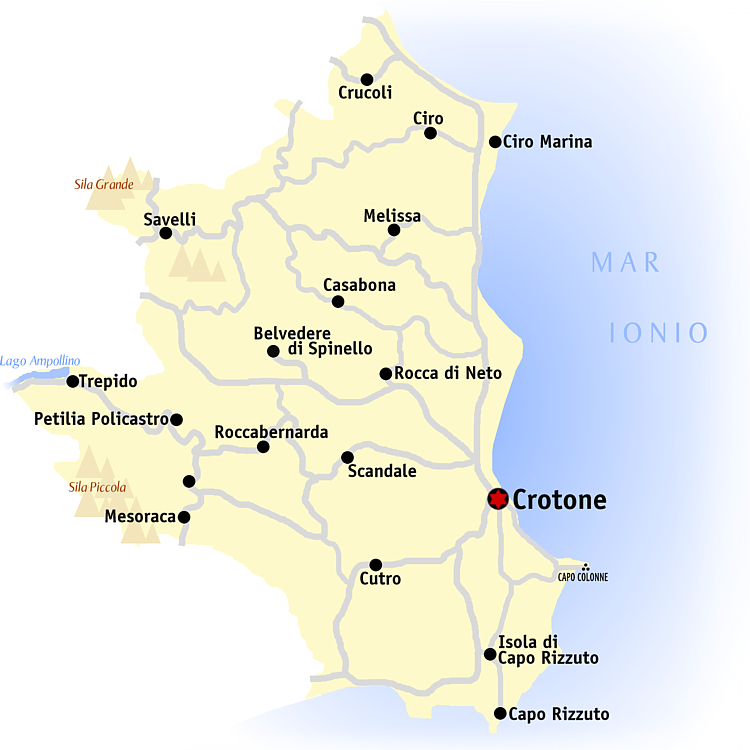
クロトーネ県概略図

クロトーネ県南部に位置するコムーネ。

#### 隣接コムーネ
隣接するコムーネは以下の通り。
- クロトーネ
- クトロ

## 行政

### 分離集落
イーゾラ・ディ・カーポ・リッツートには、以下の分離集落（フラツィオーネ）がある。
- Campolongo, Capo Rizzuto, Le Cannella, Curmo, Le Castella, Marinella, Sant'Andrea, Sant'Anna, Stumio

## 人物

### 著名な出身者
- ウルチ・アリ・レイス（英語版） - 16世紀のオスマン・トルコ海軍の提督。Le Castella生まれ。